# Kungsstenarna
Kungsstenarna är två resta stenar på södra Öland. De markerar en gravanläggning från järnåldern.
Stenarna tillhör ett gravfält, och direkt i anslutning till dem finns en kalkstensplatta och en stengrav. Till gravfältet hör även en stenkista och sju runda stensättningar.
Kungsstenarna står söder om Ottenby, något väster om vägen som leder från Ottenby till Ölands sydligaste punkt, fyren Långe Jan.